# Ekerö socken
Ekerö socken i Uppland ingick i Färentuna härad, ingår sedan 1971 i Ekerö kommun och motsvarar från 2016 Ekerö distrikt.
Socknens areal är 43,12 kvadratkilometer, allt land.  År 2000 fanns här 12 245 invånare. Ekebyhovs slott, godsen Asknäs, Kaggeholm, Skytteholm, Stavsund, Menhammar och Kärsö gård, tätorterna Ekerö, Ekerö sommarstad, Sundby och Älvnäs  samt sockenkyrkan Ekerö kyrka ligger i socknen.

## Administrativ historik
Ekerö socken har medeltida ursprung där de äldsta delarna av den nuvarande Ekerö kyrka är uppförd i slutet av 1100-talet. Ekerö socken kallades år 1378 för "Askanaes sokn" och Ekerö kyrka benämndes år 1303 "Ecclesie Askanaes". Ekerö kyrka ligger intill Asknäs gård och mitt på gårdens ursprungliga ägor. Därför antas att Ekerö kyrka ursprungligen var Asknäs gårdskyrka. Kung Valdemar som krigade mot sin bror Magnus avgick med en skriftlig överenskommelse inför rikets råd på Askanäs år 1278. Under medeltiden hörde Ekerö till Södermanland, och ingick i Svartlösa härad, men överfördes 1544 till Färentuna härad. Socknen omfattade tidigare även Kärsön, som i slutet av medeltiden överfördes till Sånga socken. Vällinge tillhörde ursprungligen Ekerö, men överfördes senare till Salems socken, även om delar av byn blev kvar i Ekerö jordebokssocken.
Vid kommunreformen 1862 övergick socknens ansvar för de kyrkliga frågorna till Ekerö församling och för de borgerliga frågorna till Ekerö landskommun. Landskommunen utökades 1952 och uppgick 1971 i Ekerö kommun.
1 januari 2016 inrättades distriktet Ekerö, med samma omfattning som församlingen hade 1999/2000.
Socknen har tillhört län, fögderier, tingslag och domsagor enligt vad som beskrivs i artikeln Färentuna härad. De indelta båtsmännen tillhörde Södra Roslags 2:a båtsmanskompani.

## Geografi
Ekerö socken ligger väster om Stockholm och omfattar Ekerön, Helgö, Kärsön och några mindre öar och holmar och socknen genomlöpes av Uppsalaåsen. Socknen har skog på åsen och på en moränplatå i väster och är i övrigt en omväxlande odlings och skogsbygd.

## Fornlämningar
Från bronsåldern finns spridda gravrösen. Från järnåldern finns ett 20-tal gravfält och en storhög vid kyrkan samt två fornborgar. Fem runristningar har påträffats.

## Namnet
Namnet (1000-talet Äkru) kommer troligen från önamnet som tolkas som ön där det växer ek'.